# Patrick Le Gall
Pour les articles homonymes, voir Le Gall.
Ne doit pas être confondu avec Patrick Le Gal.
Patrick Le Gall, né le 8 décembre 1942 à Quimper, décédé le 10 avril 2021 à Paris, est un réalisateur et documentariste français.

## Biographie
Après un DESS de sciences économiques, il devient assistant réalisateur pour le cinéma et la télévision. Il réalise plusieurs courts métrages entre 1968 et 1974 dont Viva Ringo et Den Skeuden ou le Faux Fuyant.
Entre 1976 et 1984, il participe à la réalisation de sujets pour des magazines télévisés comme Vendredi (Qui a peur du Grand Ordinateur ?) et Ciné Parade sur France 3, Temps X (Jean-Pierre Mocky, un drôle d'oiseau), Étoiles et Toiles et Contre Enquête sur TF1, Remue Méninges et Moi je sur Antenne 2. 
Entre 1980 et 1986, il réalise des fictions pour la télévision tels que Tous les canaux mènent à Conflans avec des vieux mariniers qui interprètent leurs propres rôles, une adaptation des Contes de la rue Broca d'après Pierre Gripari, Transits avec Tsilla Chelton, À vos postes avec Patrick Chesnais et une comédie musicale Flic Floc (ex. One Two Flic) coécrite avec Alain Demouzon, mise en musique par Jack Arel et interprétée par Roger Mirmont et Charlotte Kady.
À partir de 1987, il se consacre essentiellement à la réalisation de documentaires dont Sauve qui peut les images sur la  censure dans le cinéma français, Freud fredaines sur la pratique contemporaine de la psychanalyse, le film en 2 parties Trotsky, Zapata, mort ou vif, trois épisodes de la série Les Jardins du paroxysme sur les jardins italiens, Louis XVI, roi programmé, Terminus austral, itinéraire impressionniste en Terre de Feu, Le Royaume désuni (The Essential History of the United Kingdom), regard sur la Grande-Bretagne, Odyssée des O., enquête sur un triple suicide, Chacun son Tour, petites et grandes histoires du Tour de France, Les Flonflons de Chauvigny, mémoire d'une harmonie municipale, Jours de Fête à Sainte-Sévère, 50 ans après Jour de fête de Jacques Tati, Mille et un rêves ou les pratiques de l'onirisme, 20 000 Moujiks sans importance,, odyssée des brigades russes en France en 1917, Chroniques d'une fin d'été, la vie dans le Sud-Ouest entre la drôle de paix et la drôle de guerre durant l'été 1939, Quatre maliens pour une Coupe d'Afrique (Diatiguiya pour une Coupe d'Afrique), accueil des maliens de la CAN, Coupe d'Afrique des Nations de football, Claude Chabrol l'artisan et Plaine de vies, sur l'histoire de la Plaine-Saint-Denis.
Entre 1987 et 2003, il participe également aux magazines Dimension 3 de Jean-Claude Courdy, Continentales d'Alex Taylor, The Essential History of Europe de John Triffitt, Les Brûlures de l'Histoire,, de Michel Roman, Aléas, le magazine de l'imprévisible créé sur France 3 par Gérard Follin et Marc Walmart, La Case de l'oncle Doc, et à la soirée Thema d'Arte.

## Filmographie partielle

### Au cinéma
- 1968 : Viva Ringo, court-métrage de fiction
- 1974 : Den Skeuden ou le Faux Fuyant, court-métrage de fiction

### À la télévision

#### Réalisateur et scénariste

##### Fictions
- 1979 : Tous les canaux mènent à Conflans
- 1982 : Les Contes de la rue Broca (2 épisodes : La sorcière de la rue Mouffetard et La paire de chaussures)
- 1982 : À vos postes
- 1982 : Transits
- 1985 : Flic Floc (ex. One Two Flic)

##### Documentaires
- 1976 : Qui a peur du Grand Ordinateur ? (épisode de l'émission Vendredi)
- 1978 : Les Enfants nuages
- 1978 : Mémoires visuelles
- 1979 : Eurêka
- 1980 : Humains, trop humains
- 1980 : L'Enfant sur une baleine blanche
- 1980 : Les Labyrinthes galactique de Roger Corman
- 1981 : Réflexions sur un miroir
- 1981 : Un univers de poupées
- 1981 : Elles étaient trois célibataires
- 1982 : Aux petits bonheurs, la réussite
- 1982 : Reflux
- 1982 : Jean-Pierre Mocky, un drôle d'oiseau (épisode de l'émission Temps X)
- 1982 : Pierre tendre
- 1982 : M'frez cent lignes
- 1983 : La Rumeur des sourds
- 1983 : Un fait divers moderne
- 1983 : Un Beauregard indépendant
- 1983 : Antoine sauvé des eaux
- 1983 : La Planète des Canards
- 1983 : Bons baisers de Santiago
- 1983 : Pièges d'une passion
- 1983 : L'Enfermé
- 1983 : Procès-verbal
- 1984 : Sauve qui peut les images
- 1984 : Le Fantôme américain
- 1984 : À l'ombre des chrysanthèmes tardifs
- 1984 : T'as pas la forme
- 1984 : Vivre sa mort
- 1985 : Il est une fois une drôlesse
- 1986 : Claire obscure
- 1986 : L'Affaire Gambier
- 1987 : Freud, fredaines (épisode de l'émission Dimension 3)
- 1987 : Shintō, ou l'empire des âmes (épisode de l'émission Dimension 3)
- 1988 : Trotsky (2 épisodes : Révolutions et Exils)
- 1989 : Louis XVI, roi programmé
- 1990 : Les Jardins du paroxysme (3 épisodes : Les jardins du Capriccio, Enclos de paradis et Jardins de princes)
- 1991 : Terminus austral
- 1991 : Notre ami l'huissier (segment de l'émission Aléas : le magazine de l'imprévisible)
- 1991 : Tumeur, tu meurs ? (segment de l'émission Aléas : le magazine de l'imprévisible)
- 1992 : Zapata, mort ou vif
- 1993 : Anvers sur Oise (segment de l'émission Aléas : le magazine de l'imprévisible)
- 1993 : Le Royaume désuni (épisode de l'émission Continentales)
- 1994 : Éternel Angel
- 1994 : Charles l'Africain : de Gaulle et l'Afrique noire, 1940-1969 (épisode de l'émission Les Brûlures de l'Histoire)
- 1994 : L'Italie de Mussolini (épisode de l'émission Les Brûlures de l'Histoire)
- 1994 : Portugal 1974, la révolution des œillets (épisode de l'émission Les Brûlures de l'Histoire)
- 1995 : Odyssée des O.
- 1995 : Les Clés des villes (1 épisode : Bordeaux, fin de siècle)
- 1996 : Chacun son Tour (épisode de l'émission Thema : Encore un Tour)
- 1996 : À perte de vue (segment de l'émission Aléas : le magazine de l'imprévisible)
- 1997 : Les Flonflons de Chauvigny
- 1997 : Jours de fête à Sainte-Sévère
- 1998 : Mille et un rêves (épisode de l'émission Thema : La part du rêve)
- 1998 : Trouble-fête (segment de l'émission Aléas : le magazine de l'imprévisible)
- 1999 : 20 000 Moujiks sans importance
- 1999 : Perfect suspect
- 1999 : Chronique d'une fin d'été (épisode de l'émission La Case de l'oncle Doc)
- 2000 : Péril en la bastide (épisode de La Case de l'oncle Doc)
- 2001 : Les mots sont dans la chair (segment de l'émission Aléas : le magazine de l'imprévisible)
- 2002 : Quatre maliens pour une Coupe d'Afrique (ou Diatiguiya pour une Coupe d'Afrique)
- 2003 : La Fleur du mal - Making of
- 2003 : Claude Chabrol l'artisan (épisode de La Case de l'oncle Doc)
- 2005 : Plaine de vies
- 2008 : Flash Black, un conte d'été malien

#### Acteur
- 1975 : Les Grands Détectives, d'Alexandre Astruc, épisode La Lettre volée : Le secrétaire du Ministre
- 1976 : Un jeune homme rebelle : M. Stephenson